# Вєрненське міське училище
Вєрненське міське училище — будівля в Алмати, пам'ятка містобудування та архітектури республіканського значення . Побудовано в 1890 .

## Історія
У 1879 році у Верному було утворено двокласне міське училище на 100 осіб. У 1893 році воно було перетворено на 3-х класне міське училище Туркестанського навчального округу. Серед викладачів училища був Г. Л. В'яткин, поет, організатор «Товариства художників та любителів витончених мистецтв Степового краю».
У 1890 році було збудовано дерев'яну будівлю реального училища на вулиці Гоголівській, ріг вул. Казначейською (суч. Калдаякова) на замовлення Верненської міської думи за проектом архітектора А. П. Зєнкова (за іншими даними П. Гурде).
1920 року з ініціативи Д. А. Фурманова у будівлі було відкрито 1-шу Трудову школу міста Вєрного.
У 1930-ті роки у будівлі розташовувався сільськогосподарський інститут ім. Л. І. Мирзояна. Для його студентів на вул. Гоголя було збудовано гуртожиток.
У наступні роки тут розташовувалося Міністерство культури КазРСР, згодом незалежного Казахстану.
Нині у будівлі розміщується РДП «Казреставрація».

## Відомі випускники
- М. Фрунзе — революціонер, радянський державний і військовий діяч.[1]
- У. Жандосов — народний комісар освіти Казахської РСР.
- М. Тинишбаєв — депутат Другої Державної Думи Росії, прем'єр-міністр Туркестанської автономії, член «Алаш Орди», інженер-шляховик, учасник будівництва Туркестано-Сибірської магістралі.
- Т. Бокін — учасник національно-визвольного повстання 1916 року в Семиріччі.
- Ж. Барибаєв — Член ЦК Компартії Туркестану, делегат XIV з'їзду комуністичної партії.

## Архітектура
Будівля двоповерхова, у плані прямокутна, з центральною виступаючою частиною, має горизонтальне членування у вигляді міжповерхового пояса, прикрашеного різьбленими підзорами. Вікна обрамлені дерев'яним різьбленням.
При проектуванні училища архітектором було враховано всі гігієнічні норми, обов'язкові до будівель навчального профілю на той час. Він наполіг на заміні кам'яних сходів дерев'яними, а також фарбуванню стін у два кольори: верхня частина стіни повинна бути світло-зеленою, тоді як нижня частина стіни — темного кольору «щоб уникнути забруднення». Крім того, Гурде рекомендував улаштування вентиляційних труб з метою кращого провітрювання класів. Також із метою захисту від псування дерев'яних конструкцій будівлі від вологи було запропоновано замінити дерев'яні відливи на залізні.
У рамках реконструкції 1981 року було значно перебудовано внутрішні приміщення, втрачено окремі елементи оздоблення фасадів.

## Статус пам'ятки
4 квітня 1979 року рішенням виконавчого комітету Алма-Атинської міської Ради народних депутатів будівля Верненського реального училища набула статусу Пам'ятка історії та культури і була взята під охорону держави.
26 січня 1982 року будинок було включено до списку пам'яток історії та культури республіканського значення Казахської РСР.
25 листопада 1993 року став частиною Алматинського державного історико-архітектурного та меморіального заповідника. На території заповідника заборонене нове будівництво. Реконструкція об'єктів можлива виключно з дозволу Міністерства культури Казахстану.